# Aequidens
Die Buntbarsche (Cichlidae) der Gattung Aequidens (lateinisch: aequus = „gleich“, dens = „Zahn“) leben im nördlichen und mittleren Südamerika bis in den Norden Argentiniens.

## Merkmale
Es sind kleine und mittelgroße Buntbarsche mit abgerundetem Kopfprofil. Aequidens hoehnei wird als kleinste Art nur 7,5 Zentimeter groß, während die Arten aus der Verwandtschaftsgruppe des Grünglanz-Buntbarsches (Aequidens tetramerus) eine Länge von 25 Zentimeter erreichen können. Die Basis von Rücken- und Afterflosse sind bei Aequidens schuppenlos, im Unterschied zu Cichlasoma wo die Basis mit Schuppen versehen ist.

## Arten

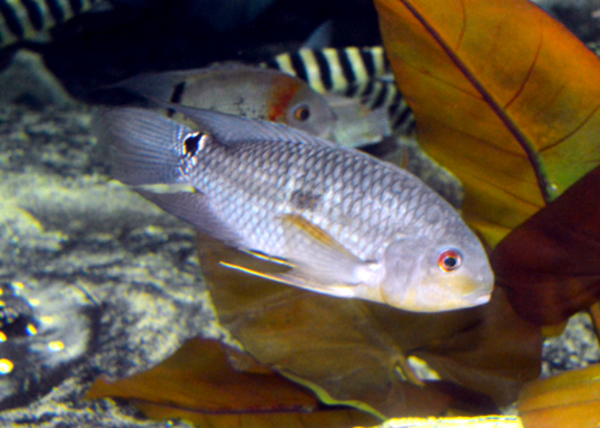
Aequidens pallidus

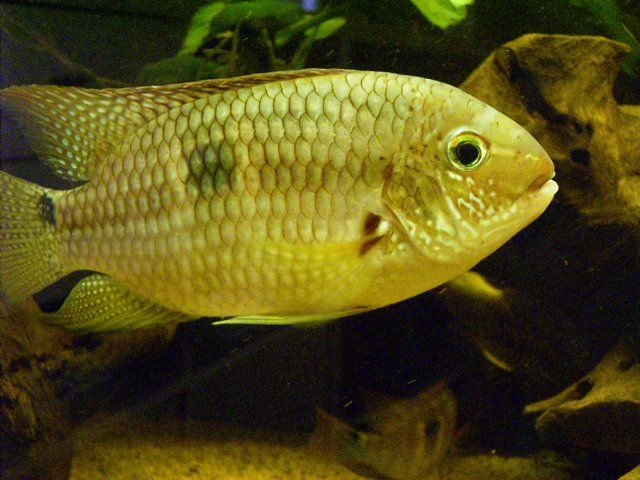
Aequidens sp. „Jaru“

Ursprünglich war Aequidens eine Sammelgattung zu der über 25 Arten gezählt wurden. Nach dem Aufstellung neuer Gattungen (Bujurquina, Cleithracara, Guianacara, Krobia, Laetacara und Tahuantinsuyoa) für ehemals Aequidens zugeordneter Arten, werden gegenwärtig 18 Arten in die Gattung Aequidens eingeordnet. Außerdem gibt es noch einige bisher unbeschriebene Arten.
- Aequidens chimantanus Inger, 1956
- Diadem-Buntbarsch (Aequidens diadema Heckel, 1840)
- Aequidens epae Kullander, 1995
- Aequidens gerciliae Kullander, 1995
- Aequidens mauesanus Kullander, 1997
- Meta-Buntbarsch (Aequidens metae Eigenmann, 1922)
- Aequidens michaeli Kullander, 1995
- Zweipunktbuntbarsch (Aequidens pallidus Heckel, 1840)
- Aequidens paloemeuensis Kullander et Nijssen, 1989
- Aequidens patricki Kullander, 1984
- Aequidens plagiozonatus Kullander, 1984
- Aequidens potaroensis Eigenmann, 1912
- Aequidens pirilampo Oliveira et al., 2024[1]
- Aequidens rondoni (Miranda Ribeiro, 1918)
- Aequidens superomaculatum Hernández-Acevedo et al., 2016
- Grünglanz-Buntbarsch (Aequidens tetramerus Heckel, 1840) (Typusart)
- Aequidens tubicen Kullander et Ferreira, 1991
- Aequidens viridis (Heckel, 1840)

Viele Arten der Gattung Aequidens sind beliebte Aquarienfische. Sie sind nicht so aggressiv und wühlen nicht so stark wie die verwandte Gattung Cichlasoma aus dem gleichen Lebensraum.